# Eriopyga baruna
Eriopyga baruna är en fjärilsart som beskrevs av William Schaus 1898. Eriopyga baruna ingår i släktet Eriopyga och familjen nattflyn. Inga underarter finns listade i Catalogue of Life.